# Långtjärnsberget
Långtjärnsberget är ett naturreservat i Ljusdals kommun i Gävleborgs län.
Området är naturskyddat sedan 2016 och är 517 hektar stort. Reservatet består av tallskog med gamla tallar i västra delen i fuktigare delar granskog med inslag av lövträd. 